# Lichomolgus diazonae
Lichomolgus diazonae is een eenoogkreeftjessoort uit de familie van de Lichomolgidae. De wetenschappelijke naam van de soort is voor het eerst geldig gepubliceerd in 1961 door Gotto.